# 阿布扎比国际网球中心
阿布扎比国际网球中心（Abu Dhabi International Tennis Centre），也被称作阿布扎比国际网球综合体（Abu Dhabi International Tennis Complex），是一座坐落于阿拉伯联合酋长国阿布扎比的體育館。
国际网球中心是2024年建成的扎伊德体育城的一部分。中心球场可以容纳5000人，2号球场可容纳600人。
阿布扎比体育综合体的想法是由已故的阿联酋首任总统扎耶德·本·苏丹·阿勒纳哈扬和之后的前总统哈利法·本·扎耶德·阿勒纳哈扬提出的。阿布扎比市政当局和城镇规划部的任务是建造这个网球综合体。
网球中心举办的首个赛事是2006年阿布扎比职业网球锦标赛（Abu Dhabi Professional Tennis Tournament 2006），是2006年ITF未来赛的一部分。2009年开始举办由世界前十球星参加的表演赛世界网球锦标赛。之后开始举办女子网球WTA500赛阿布扎比网球公开赛。